# Ein himmlischer Sünder
Ein himmlischer Sünder ist ein Spielfilm aus dem Jahre 1943. Die von Regisseur Ernst Lubitsch nach dem Theaterstück Geburtstag. Ein Lebensbild in 6 Kapiteln von László Bús-Fekete inszenierte Mischung aus Komödie, Drama und Liebesfilm mit Gene Tierney und Don Ameche in den Hauptrollen beschreibt das Leben des Lebemannes Henry van Cleve.

## Handlung
Der kürzlich verstorbene Henry Van Cleve meldet sich an der Stelle, wo ihn schon viele hingewünscht hatten, an. Der Lebemann erwartet den Lohn seines turbulenten Lebenswandels. Der sehr zuvorkommend und höflich auftretende Empfangschef, der mit „Eure Exzellenz“ angeredet wird, zweifelt allerdings daran, dass Henry wirklich dort hingehört, und lässt ihn die ganze Geschichte seines Lebens aufrollen.  
Henry wird 1872 in eine wohlhabende Familie in Manhattan geboren, von seinen Verwandten wird er seit seiner Geburt verwöhnt. Bereits als neunjähriger Junge entdeckt er seine Attraktion auf Mädchen und schenkt diesen Käfer, um dann mit ihnen gemeinsam durch den Park zu spazieren. Mit 15 Jahren lässt Henry sich von seiner französischen Gouvernante verführen. Er wächst schließlich zu einem jungen Casanova heran, der das New Yorker Nachtleben in vollen Zügen genießt und sich mit vielen Showgirls einlässt. Die meisten Mitglieder seiner steifen Familie sind empört, nur sein bodenständiger Großvater Hugo Van Cleve kann für seine amourösen Abenteuer Verständnis aufbringen.  
Eines Tages hört Henry, wie eine wunderschöne junge Frau an einem öffentlichen Telefon ihre Mutter anlügt. Fasziniert folgt er der jungen Frau in einen Buchladen und gibt sich als Verkäufer aus, um sie besser kennenzulernen. Obwohl sie verlobt ist, macht er ihr Avancen. Obwohl ihr Henry durchaus gefällt, verlässt die Frau schnell den Buchladen, als sie erfährt, dass er kein Verkäufer ist. Wenig später stellt Henrys langweiliger Cousin Albert der Familie seine Verlobte vor: Martha Strable, die – wie Henry erstaunt feststellen muss – die Schönheit aus dem Buchladen ist. Albert war der erste Verehrer Marthas, den ihre beiden (zerstrittenen) Elternteile mochten. Weil sie nicht als alte Jungfer enden wollte, stimmte Martha der Verlobung zu, obwohl sie Albert eigentlich nicht liebt. 
Schnell kann Henry Martha mit seinem Charme überzeugen, dass sie ihn anstatt Albert heiraten solle. Beide fliehen vor den vielen Anwesenden zum Standesamt, was die gesamte Familie außer dem Großvater empört. Henry und Martha führen eine glückliche Ehe und bekommen einen Sohn namens Jack. Als Martha jedoch am Vorabend des zehnten Hochzeitstages von einer Affäre Henrys erfährt, packt sie ihre Koffer und flieht zu ihren Eltern nach Kansas. Dem am Boden zerstörten Henry wird durch seinen inzwischen hochbetagten Großvater geholfen, der ihm klarmacht, dass Martha die Liebe seines Lebens ist. Zusammen verfolgen Henry und der Großvater Martha und können sie schließlich überzeugen, zu Henry zurückzukehren. Beide fliehen ein zweites Mal, sehr zum Verdruss von Marthas Eltern und zur Freude des Großvaters.
Die Jahre ziehen vorbei und mittlerweile ist Henry fünfzig Jahre alt, als er ein Showgirl namens Peggy Nash in ihrer Garderobe besucht, die eine ungewünschte Beziehung mit Sohn Jack führt. Henry umgarnt Peggy, um sie von seinem Sohn wegzubekommen, muss jedoch feststellen, dass seine alten Liebestricks nicht mehr ziehen. Das kränkt ihn sehr, doch Martha weiß nun umso klarer, dass Henry nun nur noch ihr gehört. Peggy Nash erhält schließlich eine Geldabfindung vom besorgten Vater, um die Beziehung mit Jack zu beenden. Kurz nach dem gemeinsamen 25. Hochzeitstag verstirbt Martha, die, wie sie sagt, durch die Ehe mit Henry zur glücklichsten Frau auf Erden geworden ist. Dieser bleibt nach ihrem Tode bis zuletzt ein sehr aktiver und lebenslustiger Witwer, der ständig abends ausgeht. Einen Tag nach seinem 70. Geburtstag, im Jahre 1942, stirbt Henry schließlich unter Fürsorge einer wunderschönen Krankenschwester.
Nachdem Henrys Lebensgeschichte beendet ist, verweigert ihm seine Exzellenz den Zutritt. Er schätzt Henrys Lebenswandel als belanglos ein, im Gegenteil, er hätte sogar viele Frauen und besonders Martha glücklich gemacht. Am Ende entlässt er ihn „hinauf“, wo er, vielleicht nach einiger Zeit, Martha und seinen Großvater wiedersehen kann.

## Hintergrund
Heaven Can Wait war der erste Farbfilm von Ernst Lubitsch und außerdem einer der letzten, denn bis zu seinem Tod drehte er nur noch Cluny Brown und Teile von That Lady in Ermine.
François Truffaut bemerkte in einem Essay über Lubitsch über dessen letzte Filme: „Wie alle Stilisierungskünstler fand Lubitsch zur Darstellungsweise der großen Märchenerzähler zurück“. Lubitsch selbst sah Heaven Can Wait als eine seiner Hauptproduktionen an, als einen Film, „der keine Botschaft hatte und keine Aussage welcher Art auch immer. Der Held war ein Mann, den es allein interessierte, gut zu leben, der nicht darauf aus war, etwas zu vollbringen oder etwas Edles zu tun“. Er habe gehofft, die Zuschauer würden einige Figuren liebenswert finden, und er hatte recht gehabt. Der Film wurde ein großer Erfolg und in den Kategorien für die beste Kamera (Farbe), die beste Regie und den besten Film für den Oscar nominiert. Wieder versteht es Lubitsch wunderbar, sein Publikum zu verführen und ihm den Spiegel des Voyeurs vorzuhalten. „Übrigens zeigte ich die Ehe in einem wahrheitsgetreueren Licht, als es sonst in Filmen geschieht, wo eine glückliche Ehe nur allzu oft als eine sehr langweilige und freudlose Heimchen-am-Herd-Affäre dargestellt wird“.
Die verharmlosende Darstellung des frivolen Lebenswandels eines sympathischen Sünders, der am Ende doch Einlass in den Himmel findet, war nach Meinung der Kirchenvertreter ein schlechtes Beispiel für die Moral des Publikums. Heaven Can Wait spielte nebenher auch bewusst auf die Moralvorstellungen der 1940er Jahre in den USA an, obgleich versteckt in der Persiflage des Lebens und der Moral zur Jahrhundertwende.

## Interpretation
Henry van Cleve ist ein Leben lang strebend, aber auch ziemlich infantil um amouröse Abenteuer und seine Frau Martha bemüht. Er wird alt, aber nicht erwachsen, die Menschen um ihn herum sterben, indem sie zwischen zwei Einstellungen verschwinden. Zuletzt stirbt er selber wie ein Säugling und träumt sich mit der zur Nachtschicht eintreffenden Krankenschwester zu den Klängen eines Walzers in den Tod. Das aus der Perspektive des Grabes gezeigte Lieben und Werben aber eröffnet im Rückblick seines Lebens eine nahezu kosmische Einsamkeit. James Harvey nannte den Film sentimental – aber dies beschreibt nur die Figuren, nicht die Perspektive des Autors. Der Teufel lobt Henrys unermüdliches Rackern. Don Ameche, der intelligente Hauptdarsteller des Films, fand das alles erschreckend: „Er sagt doch, dass ein Mensch, der ein so zügelloses und egoistisches Leben geführt hat wie dieser Henry van Cleve schließlich doch in den Himmel kommt“.
Lubitsch beschreibt hier die eleganteste Variante seiner frechen Helden aus den Berliner Filmpossen, er bewundert den großen Egoisten, der weiß, wie man glücklich ist und glücklich macht. Henry nämlich lebt im schlimmsten neuenglischen Puritanermilieu, sein schleimiger Vetter, seine hasserstarrten Schwiegereltern sind die Maßstäbe, an denen er gemessen werden muss und vom Teufel gemessen wird. Peter Bogdanovich schreibt in Bezug auf Heaven Can Wait über Lubitsch in seinem Buch Hollywood: „Lubitsch hatte die einzigartige Begabung, dem leichtesten Stoff Gewicht und Nachhall zu geben weit über den Inhalt hinaus. Aus einer lächerlich einfachen und anspruchslosen Geschichte vom Leben und Sterben eines ziemlich unbedeutenden Mannes macht Lubitsch ein bewegendes Zeugnis unserer täglichen Oberflächlichkeiten und Eitelkeit, unserer Krisen und Unbesonnenheiten und unserer tiefen Verletzlichkeit der eigenen Schönheit. Das ist Lubitschs ‚Göttliche Komödie‘, und niemand sonst ist je so behutsam und bedacht mit den menschlichen Schwächen umgegangen. Als der Held des Films hinter einer natürlich geschlossenen Tür stirbt, zieht sich Lubitschs Kamera langsam zurück, um einen Ballsaal zu erfassen, und einen alten Walzer, den der Mann liebte, erklingt. – Ein Mensch ist gestorben, es lebe der Mensch!“

## Synchronisation
| Rolle                            | Schauspieler    | Dt. Synchronstimme      |
| -------------------------------- | --------------- | ----------------------- |
| Henry Van Cleve                  | Don Ameche      | Paul Klinger            |
| Martha Strabel Van Cleve         | Gene Tierney    | Bettina Schön           |
| E. F. Strabel                    | Eugene Pallette | Walther Suessenguth     |
| Mrs. Strabel                     | Marjorie Main   | Lilli Schönborn-Anspach |
| Bertha Van Cleve, Henrys Mutter  | Spring Byington | Berta Drews             |
| Randolph Van Cleve, Henrys Vater | Louis Calhern   | Siegfried Schürenberg   |
| Jack Van Cleve, Henrys Sohn      | Tod Andrews     | Wolfgang Kieling        |
| Seine Exzellenz, der Teufel      | Laird Cregar    | Paul Wagner             |
| Mademoiselle                     | Signe Hasso     | Ethel Reschke           |
| Jasper, Butler der Strables      | Clarence Muse   | Alfred Balthoff         |

## Kritik
Der Film wird bis heute von den meisten Kritikern positiv gewertet. Das Lexikon des internationalen Films schrieb: „Ein geistreiches, fantastisches Kinomärchen von zurückhaltender Eleganz und außergewöhnlichem Charme, das zugleich Gesellschaftsleben und Gesellschaftsmoral um die Jahrhundertwende persifliert. Vor allem auch dank der pointierten Dialoge und der hervorragenden Farbdramaturgie ein Genuß von zeitloser Wirkung.“ Das Fernsehmagazin Prisma war ebenfalls angetan: „Die Gesellschaftsmoral um die Jahrhundertwende wird in dieser farbdramaturgisch brillant gestalteten, frivolen Liebeskomödie von Ernst Lubitsch schonungslos aufs Korn genommen. Spielerisch verquickt er auf äußerst amüsante Weise Märchen und Komödie. Das Werk war der melancholische Abgesang Lubitschs auf eine lange Karriere voller Meisterwerke ...“

## Medien

### DVD
- Ein himmlischer Sünder. Twentieth Century Fox Home Entertainment 2005